# Randall (Kansas)
Randall es una ciudad ubicada en el condado de Jewell en el estado estadounidense de Kansas. En el año 2010 tenía una población de 65 habitantes y una densidad poblacional de 130 personas por km².

## Geografía
Randall se encuentra ubicada en las coordenadas 39°38′33″N 98°2′39″O / 39.64250, -98.04417 (39.642566, -98.044250).

## Demografía
Según la Oficina del Censo en 2000 los ingresos medios por hogar en la localidad eran de $26,250 y los ingresos medios por familia eran $29,000. Los hombres tenían unos ingresos medios de $22,500 frente a los $26,250 para las mujeres. La renta per cápita para la localidad era de $11,313. Alrededor del 4.1% de la población estaban por debajo del umbral de pobreza.